# Domaine d'Utsunomiya

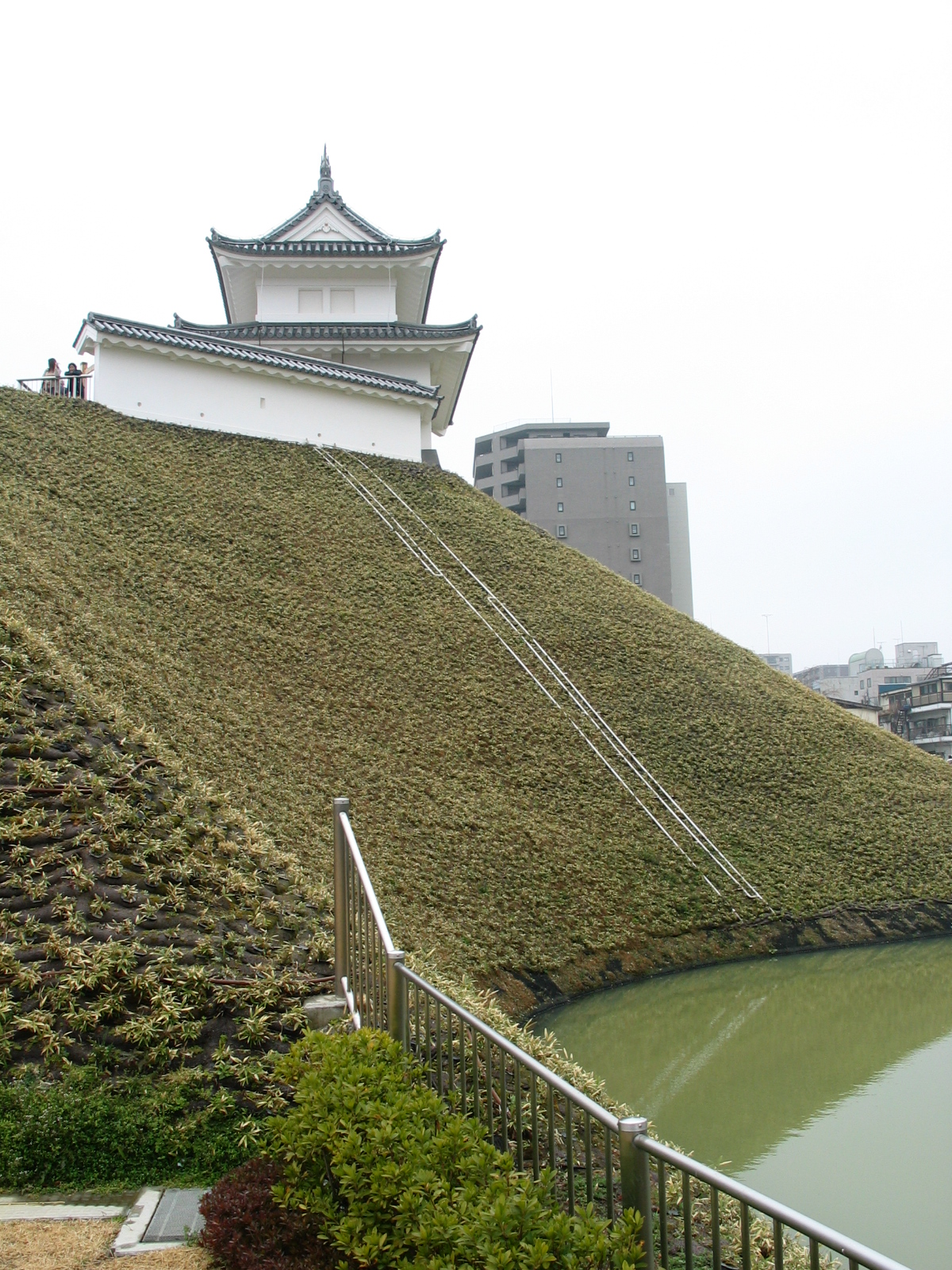
Yagura reconstruit du château d'Utsunomiya, centre administratif du domaine d'Utsunomiya.

Le domaine d'Utsunomiya (宇都宮藩, Utsunomiya-han) est un fief féodal japonais de l'époque d'Edo situé dans la province de Shimotsuke (actuelle préfecture de Tochigi). Il était dirigé à partir du château d'Utsunomiya dans l'actuelle ville d'Utsunomiya par de nombreux et divers clans durant son existence.

## Histoire
Utsunomiya est dirigé par le clan Utsunomiya, l'un des huit grands groupes de samouraïs du nord de la région du Kantō et branche cadette du clan Fujiwara depuis l'époque de Kamakura. En reconnaissance de son soutien à Toyotomi Hideyoshi à la bataille d'Odawara de 1590, Utsunomiya Kunitsuna reçoit le statut de daimyo pour un revenu maximum de 187 613 koku. Cependant, en 1597, les Utsunomiya sont spoliés de leurs possessions lorsque les espions de Hideyoshi lui révèlent que leurs revenus réels sont plus du double que ce qui leur est autorisé. La zone est brièvement remise au clan Gamo d'Aizu mais, après la bataille de Sekigahara et la fondation du shogunat Tokugawa, Tokugawa Ieyasu se rend compte qu'elle est stratégiquement importante en raison de sa position à la jonction des routes Ōshū Kaidō et Nikkō Kaidō.
Le domaine d'Utsunomiya, d'une valeur de 100 000 koku, est créé pour Okudaira Iemasa, petit-fils de Tokugawa Ieyasu via sa fille aînée Kame-hime. Sa création est une surprise car Okudaira Iemasa a jusque-là été ignoré par Ieyasu et n'a pas de domaine ni même de vassaux pour le servir. Cependant, au moment de la campagne d'Osaka, Iemasa tombe malade et doit rester à l'arrière au château d'Edo où il meurt quelques jours plus tard. Son fils, Okudaira Tadamasa, devient le nouveau daimyo, à seulement 7 ans, et il est décidé que Utsunomiya a trop d'importance pour être laissé entre ses mains. Il reçoit une augmentation à 110 000 koku et est transféré au domaine de Koga dans la province de Shimosa.
Pour remplacer les Okudaira, le shogunat se tourne vers le clan Honda en qui il a confiance, transférant Honda Masazumi du domaine d'Oyama en 1617 et augmentant les revenus maximum d'Utsunomiya à 155 000 koku. Il reconstruit en grande partie le château d'Utsunomiya et la ville fortifiée autour, et accueille avec succès le shogun Tokugawa Hidetada dans son pèlerinage vers le sanctuaire Nikkō Tōshō-gū en 1622. Cependant, Hidetada contourne Utsunomiya sur son chemin de retour vers Edo, et Masazumi est démis de son poste et exilé au domaine de Kubota en résidence surveillée. La raison donnée par les officiels du shogun est qu'un complot a été découvert visant à assassiner Hidetada en utilisant une chambre piégée avec un plafond tombant. L’événement est appelé l'« incident du plafond suspendu du château d'Utsunomiya ».
Le domaine est ensuite retourné à Okudaira Tadamasa mais réduit à un revenu maximum de 110 000 koku. Tadamasa dirige Utsunomiya pendant quarante-six ans jusqu'à sa mort en 1668, accueillant l'entourage du shogun à plusieurs occasions. Cependant, à sa mort, l'un de ses plus anciens serviteurs, Sugiura Ezaemon, se suicide par junshi, ce qui a été interdit par le shogunat depuis cinq ans. De plus, seulement quelques jours après cet acte, un serviteur du domaine est impliqué dans le « duel entre Utsunomiya et le Kōzen-ji », alors que les duels sont également interdits. Le fils d'Oukdaira Tadamasa, Masayoshi, est réduit à un revenu maximum de 20 000 koku et transféré au domaine de Yamagata.
Utsunomiya est ensuite donné à Matsudaira Tadahiro, et le domaine est autorisé à un revenu maximum de 150 000 koku. Le père de Tadahiro est le frère utérin d'Okudaira Tadamasa. Il est transféré au domaine de Shirakawa dans la province de Mutsu treize ans plus tard en 1681.
Le domaine revient ensuite au clan Honda à Honda Tadahira, qui a échangé celui de Shirakawa avec Matsudaira Tadahiro. Cependant, il devient très impopulaire et connait des difficultés à assurer la collecte des taxes. Il est transféré au domaine de Kōriyama en 1685.
Le domaine est réduit à 90 000 koku, et le fils d'Okudaira Masayoshi, Okudaira Masaakira, est autorisé à revenir à Utsunomiya depuis Yamagata. Il se distingue en établissant un réseau médical à Utsunomiya avec vingt médecins chargé de soigner les voyageurs. Il meurt en 1695 à l'âge de 28 ans, et comme son fils, Masashige, n'a que deux ans, il est transféré au domaine de Fukuyama dans la province de Bungo.
Le domaine est ensuite donné à Abe Masakuni, ancien daimyo du domaine de Miyazu dans la province de Tango, qui dirige pendant treize ans jusqu'à son transfert au domaine de Fukuyama.
Le domaine est réduit à un revenu maximum de 70 000 koku et donné à Toda Tadazane, ancien daimyo du domaine de Takada dans la province d'Echigo. Il sert comme rōjū de Tokugawa Ietsugu et de Tokugawa Yoshimune. Son fils et son petit-fils règnent jusqu'à ce que le clan échange le fief avec le domaine de Shimabara de Matsudaira Tadamasa dans la province de Hizen en 1738. Sous les Matsudaira, Utsunomiya connait des inondations répétées et de faibles récoltes. Les dépenses pour l'échange de domaines avec Shimabara forcent les Matsudaira à augmenter les taxes, ce qui provoque des révoltes paysannes réprimées par la force. Pour ajouter à leurs problèmes, la ville d'Utsunomiya connait également plusieurs incendies qui provoquent de grands dégâts. Matsudaira Tadahiro est retransféré à Shimabara en 1774, échangeant de nouveau de domaines avec le clan Toda.
Toda Tadato est le quatrième fils de Toda Tadami, et comme avec les Matsudaira, l'échange de domaine avec celui de Shimabara mène à la faillite du clan, et le pèlerinage du shogun Tokugawa Ieharu au Nikkō Tōshō-gū en 1776 est fortement compliqué par cela. Néanmoins, le clan règne pendant sept générations jusqu'à la période du Bakumatsu.
Durant la guerre de Boshin de la restauration de Meiji, la bataille du château d'Utsunomiya a lieu en 1868. Les anciens serviteurs des Tokugawa, Ōtori Keisuke et Hijikata Toshizō, mènent leurs forces capturer le château d'Utsunomiya alors que le dernier daimyo, Toda Tadatomo, est absent car il a été chargé par Tokugawa Yoshinobu de se rendre à Kyoto pour remettre une lettre d'excuse et de soumission. Cependant, les forces pro-impériales reprennent le château la semaine suivante.
Après l'abolition du système han de juillet 1871, le domaine d'Utsunomiya devient une partie de la préfecture de Tochigi.
Le domaine avait une population de 59 908 personnes réparties dans 15 557 foyers selon un recensement de 1870.

## Possessions à la fin de l'époque d'Edo
Comme la plupart des domaines japonais, Utsunomiya est composé de plusieurs territoires discontinus dont la valeur kokudaka est fondée sur une estimation périodique du potentiel agricole,.
- Province de Shimotsuke
  - 8 villages dans le district de Tsuga
  - 114 villages dans le district de Kawachi
  - 3 villages dans le district de Haga
  - 43 villages dans le district de Shioya

## Liste des daimyōs
| #                                            | Nom                            | Règne     | Titre de courtoisie                      | Rang de cour                         | Kokudaka             |
| -------------------------------------------- | ------------------------------ | --------- | ---------------------------------------- | ------------------------------------ | -------------------- |
| Clan Okudaira (fudai) 1601-1619              |                                |           |                                          |                                      |                      |
| 1                                            | Okudaira Iemasa (奥平家昌)     | 1601-1614 | Daizen-no-daifu (大膳大夫) ; jijū (侍従) | 4e inférieur (従四位下)              | 100 000 koku         |
| 2                                            | Okudaira Tadamasa (奥平忠昌)   | 1614-1619 | Mimasaka-no-kami (美作守)                | 4e inférieur (従四位下)              | 100 000 koku         |
| Clan Honda (fudai) 1619-1622                 |                                |           |                                          |                                      |                      |
| 1                                            | Honda Masazumi (本多正純)      | 1619-1622 | Kozuke-no-suke (上野介)                  | 5e inférieur (従五位下)              | 155 000 koku         |
| Clan Okudaira (fudai) 1622-1668              |                                |           |                                          |                                      |                      |
| 1                                            | Okudaira Tadamasa (奥平忠昌)   | 1622-1668 | Mimasaka-no-kami (美作守)                | 4e inférieur (従四位下)              | 110 000 koku         |
| 2                                            | Okudaira Masayoshi (奥平昌能)  | 1668-1668 | Daizen-no-suke (大膳亮)                  | 5e inférieur (従五位下)              | 110 000 koku         |
| Clan Okudaira-Matsudaira (shimpan) 1668-1671 |                                |           |                                          |                                      |                      |
| 1                                            | Matsudaira Tadahiro (松平忠弘) | 1668-1681 | Shimosa-no-kami (下総守)                 | 4e inférieur (従四位下) ; jijū(侍従) | 150 000 koku         |
| Clan Honda (fudai) 1842-1871                 |                                |           |                                          |                                      |                      |
| 1                                            | Honda Tadahira (本多忠平)      | 1681-1685 | Noto-no-kami (能登守)                    | 4e inférieur (従四位下)              | 110 000 koku         |
| Clan Okudaira (fudai) 1685-1871              |                                |           |                                          |                                      |                      |
| 1                                            | Okudaira Masaakira (奥平昌章)  | 1685-1695 | Mimasaka-no-kami (美作守)                | 5e inférieur (従五位下)              | 90 000 koku          |
| 2                                            | Okudaira Masashige (奥平昌成)  | 1695-1697 | Daizen-no-daifu (大膳大夫)               | 4e inférieur (従四位下)              | 110 000 koku         |
| Clan Abe (fudai) 1697-1710                   |                                |           |                                          |                                      |                      |
| 1                                            | Abe Masakuni (阿部正邦)        | 1697-1710 | Tsushima-no-kami (対馬守)                | 5e inférieur (従五位下)              | 100 000 koku         |
| Clan Toda (fudai) 1710-1749                  |                                |           |                                          |                                      |                      |
| 1                                            | Toda Tadazane (戸田忠真)       | 1710-1729 | Yasashiro-no-kami (山城守) ; jijū (侍従) | 4e inférieur (従四位下)              | 67 000 → 77 000 koku |
| 2                                            | Toda Tadami (戸田忠余)         | 1729-1746 | Hyuga-no-kami (日向守)                   | 5e inférieur (従五位下)              | 77 000 koku          |
| 3                                            | Toda Tadamitsu (戸田忠盈)      | 1746-1749 | Hyuga-no-kami (日向守)                   | 5e inférieur (従五位下)              | 77 000 koku          |
| Clan Fukozu-Matsudaira (fudai) 1749-1774     |                                |           |                                          |                                      |                      |
| 1                                            | Matsudaira Tadamasa (松平忠祇) | 1749-1762 | Tonomo-no-kami (主殿頭)                  | 5e inférieur (従五位下)              | 66 000 koku          |
| 2                                            | Matsudaira Tadahiro (松平忠恕) | 1762-1774 | Tonomo-no-kami (主殿頭)                  | 5e inférieur (従五位下)              | 66 000 koku          |
| Clan Toda (fudai) 1774-1871                  |                                |           |                                          |                                      |                      |
| 1                                            | Toda Tadato (戸田忠寛)         | 1774-1798 | Inaba-no-kami (因幡守) ; jijū （侍従）   | 4e inférieur (従四位下)              | 77 000 koku          |
| 2                                            | Toda Tadanaka (戸田忠翰)       | 1798-1811 | Noto-no-kami (能登守)                    | 5e inférieur (従五位下)              | 77 000 koku          |
| 3                                            | Toda Tadanobu (戸田忠延)       | 1811-1823 | Hyuga-no-kami (日向守)                   | 5e inférieur (従五位下)              | 77 000 koku          |
| 4                                            | Toda Tadaharu (戸田忠温)       | 1823-1851 | Yamashiro-no-kami (日向守) ; jijū (侍従) | 4e inférieur (従四位下)              | 77 000 koku          |
| 5                                            | Toda Tadaaki (戸田忠明)        | 1851-1856 | Inaba-no-kami (因幡守)                   | 5e inférieur (従五位下)              | 77 000 koku          |
| 6                                            | Toda Tadayuki (戸田忠恕)       | 1856-1865 | Uchizen-no-kami (越前守)                 | 5e inférieur (従五位下)              | 77 000 koku          |
| 7                                            | Toda Tadatomo (戸田忠友)       | 1865-1871 | Tosa-no-kami (土佐守)                    | 5e inférieur (従五位下)              | 77 000 koku          |